# Classe Luyang III
La classe Kunming o Tipo 052D (nome in codice NATO: Luyang III) è una classe di cacciatorpediniere lanciamissili multiruolo, di fabbricazione cinese, sviluppata negli anni duemiladieci entrata in servizio nella Marina militare cinese a partire dal 2014 ed il cui nome in codice è divenuto, in Occidente, più noto dell'originale denominazione di progetto.
Progettati per neutralizzare unità avversarie di superficie e sottomarine nonché per fornire difesa aerea di area e di punto, costituiscono la più recente iterazione della serie Tipo 052 e la diretta evoluzione delle unità classe Tipo 052C.  
Prima classe di navi della loro categoria a entrare in produzione seriale massiva in Cina, al 2021 costituiscono la spina dorsale della forze navali del paese. 
Paragonati per aspetto, dimensioni ed equipaggiamento agli omologhi statunitensi classe Arleigh Burke, di queste unità è stata sviluppata una versione di maggiore lunghezza e dislocamento denominata Tipo 052DL di cui fanno parte tutte le unità varate dal 2018 in poi.

## Storia
L'esistenza di questa classe di cacciatorpediniere è stata resa nota al pubblico il 28 agosto 2012, con il varo della prima unità (Kunming) nei cantieri Jiangnan-Changxing di Shanghai; il progetto dei Luyang III, vascelli polivalenti destinati alle missioni più impegnative in alto mare e alla protezione di un eventuale gruppo da battaglia di nuove portaerei cinesi, riprende in massima parte quello dei precedenti cacciatorpediniere classe Luyang II (Tipo 052C), differenziandosi da essi principalmente per il nuovo disegno delle sovrastrutture, per le dimensioni leggermente aumentate e soprattutto per i sistemi da combattimento imbarcati.

## Caratteristiche

### Design
I Luyang III hanno uno scafo lungo 156 metri e largo 18, per un pescaggio di 6,5 metri e un dislocamento a pieno carico di 7.500 o 8.000 tonnellate. Le sovrastrutture, estese senza soluzione di continuità con lo scafo, hanno una configurazione "stealth" per la riduzione della segnatura radar e sono costituite da un massiccio torrione di comando integrato con un albero a tronco piramidale, da un fumaiolo, da un albero secondario e da una sovrastruttura a poppa contenente un hangar per elicotteri; all'estrema poppa è presente una piattaforma capace di ospitare un elicottero Kamov Ka-28, mentre ai lati della sovrastruttura di poppa sono stati ricavati due sgusci protetti da saracinesche per ospitare due imbarcazioni veloci o gommoni a chiglia rigida.

### Propulsione
L'apparato motore, analogo a quello dei Luyang II, è del tipo CODOG basato su due turbine a gas cinesi tipo QC-280 capaci di una potenza di 28 MW accoppiate con due motori diesel MTU 20V 956TB92 da 6 MW l'uno; l'apparato propulsore può spingere le unità fino a una velocità massima di 30 nodi.

### Armamento
I sistemi d'artiglieria comprendono un cannone H/PJ38 da 130 mm impiegabile sia per il tiro contro bersagli di superficie che aerei, collocato a prua in una torre con guscio stealth, e una torretta CIWS da 30 mm per ha difesa antiaerea e antimissile a corta gittata, collocata su una sovrastruttura a prua davanti alla torre di comando; sempre per la difesa antiaerea e antimissile è presente un impianto missilistico a corto raggio per missili HQ-10, collocato in un complesso a 24 celle posto sopra la sovrastruttura di poppa, mentre per la difesa anti-sommergibili sono disponibili due impianti tripli di tubi lanciasiluri da 324 mm, sempre collocati a poppa. Cuore del sistema di armamento e principale novità della classe sono però i due complessi di lancio verticali (Vertical Launching System) di nuova generazione, collocati uno a prua dietro la torre di artiglieria e uno a poppa tra l'albero secondario e la sovrastruttura posteriore; ciascun complesso ha due file di otto celle doppie ha pianta quadrata, per un totale di 64 alloggiamenti configurabili per imbarcare una gran varietà di missili: ordigni anti-sommergibile CY-5, missili da crociera CJ-10 per l'attacco a bersagli a terra, missili antinave YJ-18 o C-803, missili antiaerei a lungo raggio HQ-9 o a corto raggio HQ-16.

### Sensori
Completamente nuovo rispetto ai Luyang II è il sistema radar principale, basato su un impianto 3D polifunzionale phased array con quattro antenne planari fissate agli angoli del torrione di comando: si ritiene che questo sistema sia una versione potenziata del Type 348 montato sui Luyang II. Il resto dei sistemi sono gli stessi del suo predecessore: un radar di ricerca aerea Type 517 montato sull'albero secondario, un radar di scoperta di superficie e aerea Type 364 montato in un radome sull'albero principale e un radar Type 344 per la direzione del fuoco dell'artiglieria, oltre a un impianto sonar SDJ-8/9 collocato nel bulbo di prua.

## Unità
| #                              | Nome                          | Costruttore                   | Varo                          | Entrata in servizio           | Status                        |
| 052D (157 metri di lunghezza)  | 052D (157 metri di lunghezza) | 052D (157 metri di lunghezza) | 052D (157 metri di lunghezza) | 052D (157 metri di lunghezza) | 052D (157 metri di lunghezza) |
| ------------------------------ | ----------------------------- | ----------------------------- | ----------------------------- | ----------------------------- | ----------------------------- |
| 1                              | Kunming (172)                 | Jiangnan-Changxing, Shanghai  | 28 agosto 2012                | 21 marzo 2014                 | Attivo                        |
| 2                              | Changsha (173)                | Jiangnan-Changxing, Shanghai  | 28 dicembre 2012              | 12 agosto 2015                | Attivo                        |
| 3                              | Hefei (174)                   | Jiangnan-Changxing, Shanghai  | 1º luglio 2013                | 12 dicembre 2015              | Attivo                        |
| 4                              | Yinchuan (175)                | Jiangnan-Changxing, Shanghai  | 30 marzo 2014                 | 12 luglio 2016                | Attivo                        |
| 5                              | Xining (117)                  | Jiangnan-Changxing, Shanghai  | 26 agosto 2014                | 22 gennaio 2017               | Attivo                        |
| 6                              | Xiamen (154)                  | Jiangnan-Changxing, Shanghai  | 30 dicembre 2014              | 10 giugno 2017                | Attivo                        |
| 7                              | Ürümqi (118)                  | Jiangnan-Changxing, Shanghai  | 7 luglio 2015                 | gennaio 2018                  | Attivo                        |
| 8                              | Nanjing (155)                 | Jiangnan-Changxing, Shanghai  | 28 dicembre 2015              | 10 aprile 2018                | Attivo                        |
| 9                              | Taiyuan (131)                 | Jiangnan-Changxing, Shanghai  | 28 luglio 2016                | 29 novembre 2018              | Attivo                        |
| 10                             | Hohhot (161)                  | Jiangnan-Changxing, Shanghai  | 26 dicembre 2016              | 12 gennaio 2019               | Attivo                        |
| 11                             | Guiyang (119)                 | Dalian Shipbuilding Industry  | 28 novembre 2015              | 22 febbraio 2019              | Attivo                        |
| 12                             | Chengdu (120)                 | Dalian Shipbuilding Industry  | 26 giugno 2017                | 22 novembre 2019              | Attivo                        |
| 13                             | Qiqihar (121)                 | Dalian Shipbuilding Industry  | 3 agosto 2017                 | 1º aprile 2020                | Attivo                        |
| 052DL (161 metri di lunghezza) |                               |                               |                               |                               |                               |
| 14                             | Zibo (156)                    | Jiangnan-Changxing, Shanghai  | 29 giugno 2018                | 12 gennaio 2020               | Attivo                        |
| 15                             | Tangshan (122)                | Dalian Shipbuilding Industry  | 10 maggio 2019                | 14 agosto 2020                | Attivo                        |
| 16                             | Suzhou (132)                  | Jiangnan-Changxing, Shanghai  | 19 dicembre 2018              | gennaio 2021                  | Attivo                        |
| 17                             | Huainan (123)                 | Jiangnan-Changxing, Shanghai  | 15 aprile 2019                | febbraio 2021                 | Attivo                        |
| 18                             | Nanning (162)                 | Jiangnan-Changxing, Shanghai  | 23 febbraio 2019              | 12 aprile 2021                | Attivo                        |
| 19                             | Kaifeng (124)                 | Dalian Shipbuilding Industry  | 10 maggio 2019                | 16 aprile 2021                | Attivo                        |
| 21                             | Guilin (164)                  | Jiangnan-Changxing, Shanghai  | 28 agosto 2019                | settembre 2021                | Attivo                        |
| 24                             | Zhanjiang (165)               | Jiangnan-Changxing, Shanghai  | 28 dicembre 2019              | 25 dicembre 2021              | Attivo                        |
| 20                             | Baotou (13)                   | Dalian Shipbuilding Industry  | 10 maggio 2019                | 28 dicembre 2021              | Attivo                        |
| 22                             | Jiaozuo (163)                 | Jiangnan-Changxing, Shanghai  | 26 settembre 2019             | 17 gennaio 2022               | Attivo                        |
| 23                             | Shaoxing (134)                | Dalian Shipbuilding Industry  | 26 dicembre 2019              | febbraio 2022                 | Attivo                        |
| 25                             | Yeosu (157)                   | Dalian Shipbuilding Industry  | 30 agosto 2020                | giugno 2022                   | Attivo                        |
| 26                             |                               | Dalian Shipbuilding Industry  | 26 dicembre 2022              | 2024                          | in allestimento               |
| 27                             |                               | Dalian Shipbuilding Industry  | 2023                          | 2025                          | in costruzione                |
| 28                             |                               | Dalian Shipbuilding Industry  | 2023                          | 2025                          | in costruzione                |
| 29                             |                               | Dalian Shipbuilding Industry  | 2023                          | 2025                          | in costruzione                |
| 30                             |                               | Dalian Shipbuilding Industry  | 2023                          | 2025                          | in costruzione                |
| 31                             |                               | Jiangnan-Changxing, Shanghai  | 2024                          |                               | in costruzione                |
| 32                             |                               | Jiangnan-Changxing, Shanghai  | 2024                          |                               | in costruzione                |

## Utilizzatori
Cina
- Marina dell'Esercito Popolare di Liberazione

A luglio 2022, 25 esemplari in servizio attivo.